# Saint-Just-en-Chaussée
Saint-Just-en-Chaussée är en kommun i departementet Oise i regionen Hauts-de-France i norra Frankrike. Kommunen ligger i kantonen Saint-Just-en-Chaussée som tillhör arrondissementet Clermont. År 2022 hade Saint-Just-en-Chaussée 5 940 invånare.

## Befolkningsutveckling
Antalet invånare i kommunen Saint-Just-en-Chaussée
| Referens: INSEE |